# 愛を読むひと
『愛を読むひと』（あいをよむひと、The Reader）は、2008年のアメリカ・ドイツ合作映画。英語作品。1995年 に出版されたベルンハルト・シュリンクの小説『朗読者』を、スティーブン・ダルドリー監督が映画化。
第81回アカデミー賞では作品賞を含む5部門にノミネートされ、ケイト・ウィンスレットが主演女優賞を受賞。

## ストーリー
第二次世界大戦後の、1958年のドイツ。15歳のマイケルは、体調が優れず気分が悪かった自分を偶然助けてくれた21歳も年上の女性ハンナと知り合う。猩紅熱にかかったマイケルは、回復後に毎日のように彼女のアパートに通い、いつしか彼女と男女の関係になる。ハンナはマイケルが本を沢山読む子だと知り、本の朗読を頼むようになる。彼はハンナのために『オデュッセイア』『犬を連れた奥さん』『ハックルベリー・フィンの冒険』『タンタンの冒険旅行』といった作品を朗読した。
だがある日、ハンナは働いていた市鉄での働きぶりを評価され、事務職への昇進を言い渡される。そしてその日を機に、ハンナはマイケルの前から姿を消してしまうのだった。
理由がわからずにハンナに捨てられて長い時間が経つ。マイケルはハイデルベルク大学法学部に入学しゼミ研究のためにナチスの戦犯の裁判（例としてフランクフルト・アウシュビッツ裁判）を傍聴する。そしてその被告席の一つにハンナの姿を見つけるのだった。
アウシュヴィッツ強制収容所の元囚人の著書には、ハンナはアウシュヴィッツの手前のクラクフ近郊の強制収容所の女性看守の6人の一人として名前が挙げられていた。いったん収容した囚人を「選別し」順次アウシュヴィッツに「死の行進」で送った未必の故意による殺人容疑（自分が選別し送れば囚人が殺されることを知ってそうした）と、収容所がある町が爆撃を受け、収容所が火事になっても開錠をしなかった結果300人の囚人が焼死した事件についての未必の故意による殺人容疑（開錠しなければ収容所内に閉じ込められた囚人が焼死することを知って開錠しなかった）が問われた。
公判でハンナは「次々と囚人が送り込まれるから、収容所の容量を考えるとすでにいる囚人をアウシュヴィッツに送るのはやむを得なかった」と証言するが、「すでにいる囚人は死んでもいいと考えたのですか」と判事に反論される。また原告の娘は、ハンナがお気に入りの若い娘たちを夜中に部屋に呼び、物語を朗読をさせていたこと、始めは知性のある親切な人だと思ったこと、病気やか弱い人を助けているように思ったが実は彼らを優先してアウシュヴィッツ行きに選んでいたことを証言し、ハンナの心証は悪くなる。
収容所の火災については、ハンナは「爆撃で混乱している市街地へ、収容所を開錠して囚人を出すことはできなかった」と証言。判事らが火災の報告書の証拠調べに移ると、報告書は6人の看守が共同して作成したものだというハンナの証言にたいして、開錠しなかったのもハンナの指図であったと他の元看守がこぞって証言し始める。判事は筆跡鑑定をしようとハンナにペンと紙を渡すがここでハンナは筆跡鑑定を断り、報告書を自分が作成したこと、自分が開錠しないよう指図したことを認める。
傍聴席のマイケルは、ハンナが自分を含めて人に本を朗読させることを好む一方で、自分が朗読することは拒んだことや、自分がメモ書きで知らせた情報を知らないことで行き違いが起きたこと、鉄道会社の事務職への移動を拒否したこと、さらに筆跡鑑定を拒んだことから、ハンナが文盲であることと、それを隠していることに気付く。マイケルはハンナが文盲であることを裁判官に言うべきか悩み、大学のロール教授に相談するが、ハンナが文盲であることを恥じていることを考えると伝えることはできなかった。裁判でハンナは殺人で無期懲役、ほかの5人の女性看守は殺人ほう助で懲役4年という判決が下される。
マイケルは大学卒業後、結婚し一女をもうけるが離婚する。1976年に西ベルリンに移転したマイケルは、ハンナの服役している刑務所に本を朗読したテープを送り始める。ハンナは朗読と、本の文章を照合しながら少しずつ独学で文字を学び、マイケルに手紙を出すようになる。服役から20年後の1988年にハンナに仮出所が許されることになった。唯一彼女と連絡を取っている人物としてマイケルの名が挙がり、身元引受人の依頼が刑務所からマイケルのもとに舞い込む。依頼に応じたマイケルは、ハンナの出所1週間前に刑務所のハンナと面会をしに行く。そこで、出所後の生活の用意がしてあることをハンナへと告げる。出所の日、ハンナは首を吊って自殺してしまう。刑務所へハンナを迎えに来たマイケルはハンナの独房へと案内され、遺書らしき物のうちマイケルにあてたくだりだけを刑務所の職員から読み聞かされる。
1995年、マイケルは成人した娘とともにハンナの墓参りに訪れるのであった。

## キャスト
| 役名                             | 俳優                         | 日本語吹替 |
| -------------------------------- | ---------------------------- | ---------- |
| ハンナ・シュミッツ               | ケイト・ウィンスレット       | 岡寛恵     |
| マイケル（ミヒャエル）・ベルク   | レイフ・ファインズ           | 宮本充     |
| 少年時代のマイケル（ミヒャエル） | ダフィット・クロス           | 櫻井孝宏   |
| ロール教授                       | ブルーノ・ガンツ             | 立川三貴   |
| ローゼ・マーター                 | レナ・オリン                 | 橘凜       |
| 後年のイラーナ・マーター         | レナ・オリン                 | 田野聖子   |
| 若き日のイラーナ                 | アレクサンドラ・マリア・ララ | 伊東久美子 |
| ユリア（マイケルの娘）           | ハンナー・ヘルツシュプルング |            |
| カーラ（マイケルの母）           | ズザンネ・ロータ             | 小出悦子   |

## 制作の背景
1998年にミラマックスが原作の権利を取得した。ハンナ役にケイト・ウィンスレット、ミヒャエル役にレイフ・ファインズが配役されたが、ケイトのスケジュール（『レボリューショナリー・ロード/燃え尽きるまで』の撮影）が合わず、ニコール・キッドマンがハンナ役となった。2007年8月から撮影が開始された。2008年1月にニコールが妊娠により降板し、当初配役されていたケイトがハンナ役に起用された。
撮影も当初はロジャー・ディーキンスが担当だったが、『レボリューショナリー・ロード/燃え尽きるまで』の契約があったため、クリス・メンゲスに変更された。（エンド・ロールには両者がクレディットされている）
製作のアンソニー・ミンゲラとシドニー・ポラックが他界したため、ドナ・ジグリオッティとレドモンド・モリスを新たに加えた。公開時期を巡ってスコット・ルーディンとワインスタイン・カンパニーが対立し、2008年12月公開が決まったが、スコットは製作から降板した。アカデミー賞の規定ではプロデューサーは3人までとされていたが、今回は4人でも認められた。
舞台はドイツであるが、全編英語による製作である。そのため登場人物名も英語読みとなっている（ミヒャエル→マイケル等）ほか登場する書物もドイツ語ではなく英語のものである。

## 主な受賞
- クリティクス・チョイス・アワード：助演女優賞
- サンディエゴ映画批評家協会賞：助演女優賞
- シカゴ映画批評家協会賞：助演女優賞
- ラスベガス映画批評家協会賞：助演女優賞、若手俳優賞
- ゴールデングローブ賞：助演女優賞
- 全米映画俳優組合賞：助演女優賞
- 英国アカデミー賞：主演女優賞
- アカデミー賞：主演女優賞
- ヨーロッパ映画賞：女優賞